# Ao Vivo em Brasília
Ao Vivo em Brasília é o segundo álbum ao vivo da dupla sertaneja Henrique & Juliano, lançado em setembro de 2014 pela Som Livre. O álbum foi gravado em Brasília com a presença de mais de 15 mil fãs. O projeto caminha por canções românticas, como "Até Você Voltar", "Pra Que Juízo", e animadas, como "É Fake" e "Gordinho Saliente".

## Lista de faixas

### CD
| N.º | Título                    | Compositor(es)                                                 | Duração |  |
| 1.  | "Gordinho Saliente"       | Henrique Tavares / Juliano dos Reis                            | 2:06    |  |
| 2.  | "Até Você Voltar"         | Marília Mendonça / Juliano Tchula                              | 3:10    |  |
| 3.  | "Céu Particular"          | André Vox / Helton Lima / René Lunna                           | 2:44    |  |
| 4.  | "Eu Me Enrosquei de Novo" | Zé Neto & Cristiano                                            | 3:03    |  |
| 5.  | "Faz Tempo"               | Rogério Lopes / Cléber Show                                    | 2:59    |  |
| 6.  | "Pra Que Juízo"           | Marcelo Melo / Vivi Abreu / Théo José                          | 2:44    |  |
| 7.  | "Quem Ama Sempre Entende" | Marília Mendonça / Juliano Tchula / Daniel Rangel              | 2:45    |  |
| 8.  | "Jesus Apaga a Luz"       | Diego Kraemer / Tiago Marcelo / Caco Nogueira                  | 2:37    |  |
| 9.  | "Sereia"                  | Pedro Viana                                                    | 2:23    |  |
| 10. | "Às Vezes"                | Zé Neto & Cristiano / Matheus Aleixo                           | 2:50    |  |
| 11. | "Cuida Bem Dela"          | Marília Mendonça / Maraisa / Juliano Tchula / Daniel Rangel    | 3:21    |  |
| 12. | "Mudando de Assunto"      | Marcelo Melo / Vivi Abreu / Théo José / Ivan Medeiros          | 3:14    |  |
| 13. | "Estrelas Cadentes"       | André Vox / Everton Matos / Diego Ferreira / Nelson dos Santos | 2:56    |  |
| 14. | "É Fake"                  | Sassinhora Jr. / Lucas Souza                                   | 3:00    |  |

| iTunes (Edição de Luxo) |                                             |                                                              |         |  |
| N.º                     | Título                                      | Compositor(es)                                               | Duração |  |
| 15.                     | "Não To Valendo Nada"                       | Henrique Tavares / Juliano dos Reis                          | 3:35    |  |
| 16.                     | "Eu Chamo Você Volta"                       | Zé Neto & Cristiano                                          | 2:40    |  |
| 17.                     | "Recaídas"                                  | Nivardo Paz                                                  | 3:27    |  |
| 18.                     | "Calafrio"                                  | Victor Hugo                                                  | 3:07    |  |
| 19.                     | "Não Tem Dó de Mim"                         | Lucas Vieira / André Vox / Helton Lima                       | 2:53    |  |
| 20.                     | "Sem Avisar"                                | Paula Mattos / Luiz Henrique / Fernando                      | 3:01    |  |
| 21.                     | "Não Fala Meu Nome"                         | Elcio di Carvalho / Vivi Abreu / Marcelo Melo / Paula Mattos | 2:37    |  |
| 22.                     | "Não Sou Caloteiro"                         | Zé Neto & Cristiano                                          | 4:35    |  |
| 23.                     | "Pot-Pourri: Separa Namora / Vai Brincando" |                                                              | 3:00    |  |
| 24.                     | "Até Você Voltar" (vídeo)                   | Marília Mendonça / Juliano Tchula                            | 3:27    |  |
| 25.                     | "É Fake" (vídeo)                            | Sassinhora Jr. / Lucas Souza                                 | 2:58    |  |

### DVD
| N.º | Título                    | Duração |  |
| 1.  | "Não Tô Valendo Nada"     |         |  |
| 2.  | "Gordinho Saliente"       |         |  |
| 3.  | "Até Você Voltar"         |         |  |
| 4.  | "Céu Particular"          |         |  |
| 5.  | "Eu Me Enrosquei de Novo" |         |  |
| 6.  | "Eu Chamo Você Volta"     |         |  |
| 7.  | "Recaídas"                |         |  |
| 8.  | "Estrelas Cadentes"       |         |  |
| 9.  | "Calafrio"                |         |  |
| 10. | "Não Tem Dó de Mim"       |         |  |
| 11. | "Sereia"                  |         |  |
| 12. | "Cuida Bem Dela"          |         |  |
| 13. | "Jesus Apaga a Luz"       |         |  |
| 14. | "É Fake"                  |         |  |
| 15. | "Mudando de Assunto"      |         |  |
| 16. | "Quem Ama Sempre Entende" |         |  |
| 17. | "Pra Que Juízo"           |         |  |
| 18. | "Às Vezes"                |         |  |
| 19. | "Faz Tempo"               |         |  |
| 20. | "Sem Avisar"              |         |  |
| 21. | "Não Fala Meu Nome"       |         |  |
| 22. | "Não Sou Caloteiro"       |         |  |

## Singles
- "Até Você Voltar": lançado em 26 de maio de 2014
- "Cuida Bem Dela": lançado em 18 de outubro de 2014
- "Mudando de Assunto": lançado em 6 de março de 2015[5]

## Desempenho nas tabelas musicais

### CD
| Parada musical (2014) | Melhor posição |
| --------------------- | -------------- |
| Brasil (ABPD)         | 6              |

### DVD
| Parada musical (2014) | Melhor posição |
| --------------------- | -------------- |
| Brasil (ABPD)         | 4              |